# Коронавірусна хвороба 2019 у Монголії
Епідемія коронавірусної хвороби 2019 у Монголії — це поширення пандемії коронавірусної хвороби 2019 на територію Монголії.
Станом на 11 листопада 2020 року в країні не зафіксовано жодного летального випадку.